# The Redskins
The Redskins va ser un grup musical anglès de la dècada del 1980 conegut per la seva ideologia trotkista, la seva imatge skinhead i les seves cançons ballables. La seva música combinava influències del soul, el rockabilly, el pop i el punk rock.

## Història
La banda es va formar a York el 1982, a partir de la dissolució del grup punk No Swastikas, amb Chris Dean (veu/guitarra), Martin Hewes (baix) i Nick King (bateria). Chris Dean va escriure per a la revista NME amb el pseudònim de «X. Moore». Dean i Hewes eren membres del Socialist Workers Party. Els membres de la banda eren skinheads i van inspirar el moviment redskin.
El grup va publicar el seu primer senzill, «Lev Bronstein», al segell discogràfic CNT Productions el 1982, i un segon senzill, «Lean on Me», també a CNT abans de signar amb London Records. El 10 de juny de 1984, un grup de neonazis va atacar el públic en un concert seu al festival Jobs for a Change', patrocinat pel Greater London Counci. El novembre de 1984, en una aparició a The Tube de Channel 4, el grup va convidar un miner en vaga a l'escenari a pronunciar un discurs durant la seva actuació i de manera sobtada es va tallar el so del micròfon. The Redskins va publicar un àlbum complet, Neither Washington Nor Moscow, i dos senzills més abans de separar-se a finals de 1986.

## Membres
- Chris Dean (veu, guitarra)
- Martin Hewes (baix, veu)
- Nick King (bateria, 1982–1985)
- Paul Hookham (bateria, 1985–1986)
- Lloyd Dwyer (saxo, 1982–1985)
- Steve Nicol (trompeta, 1982–1985)
- Kevin Robinson (trompeta, 1986)
- Trevor Edwards (trombó, 1986)
- Ray Carless (saxo tenor, 1986)

## Discografia

### Àlbums
- Neither Washington Nor Moscow, 1986 (Decca FLP1, No.31 UK Albums Chart)
- Neither Washington Nor Moscow (CD, 1997, London Records 828864, reedició amb dos cançons inèdites)
- Live, 1995 (Dojo)
- Epilogue, 2010 (Insurgence)[11]